# Station Auxonne
Station Auxonne is een spoorwegstation in de Franse gemeente Tillenay bij Auxonne.
Het stationsgebouw is als monument geklasseerd.